# 科爾切斯特城堡

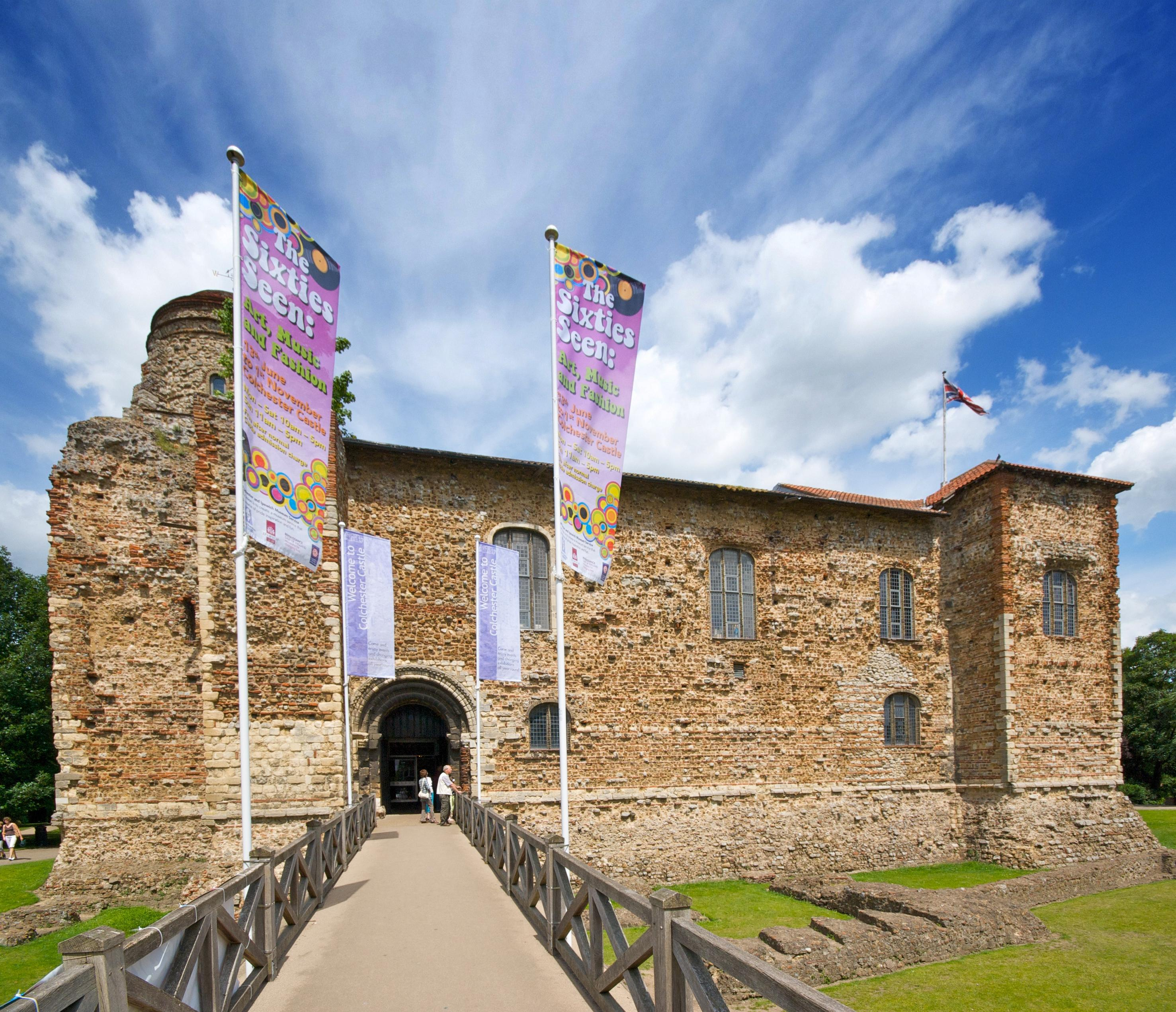
科爾切斯特城堡

科爾切斯特城堡（Colchester Castle）是英格蘭埃塞克斯郡科爾切斯特的一座城堡。這座城堡是一個大型的諾曼式城堡範例，被列為英國一級登錄建築。科爾切斯特城堡的大小相當於倫敦塔白塔的一倍半，修建於1069年至1076年期間。